# Flying Saucers from Outer Space
Flying Saucers from Outer Space este o carte non-fiction din 1953 a scriitorului și ofițerului american Donald Keyhoe.
Keyhoe a scris mai multe cărți despre OZN-uri. Flying Saucers from Outer Space (Holt, 1953) este probabil cea mai impresionantă, fiind în mare parte bazată pe interviuri și rapoarte oficiale verificate ale Forțelor Aeriene. Cartea a inclus un eseu al lui Albert M. Chop, secretarul de presă al Forțelor Aeriene din Pentagon, care l-a caracterizat pe Keyhoe ca "reporter responsabil și precis" și a aprobat argumentele lui Keyhoe în favoarea ipotezei extraterestre. Aceste avize doar au cimentat credința, susținută de unii observatori, că mesajele mixte ale Forțelor Aeriene despre OZN s-au datorat unei mușamalizări. 
Carl Jung a susținut că primele două cărți ale lui Keyhoe (The Flying Saucers Are Real și Flying Saucers from Outer Space) au fost "bazate pe materiale oficiale și au evitat pe baza unor studii speculațiile sălbatice, naivitatea sau prejudecățile altor publicații [OZN]".